# سیموثوا (سرده)
سیموثوا (سرده)(نام علمی: Cymothoa) نام یک سرده از تیره جورپایان سیموثویدائه است.